# Герб Нытвенского района
Герб Нытвенского района — официальный символ Нытвенского района Пермского края Российской Федерации.
Ныне действующий герб Нытвенского района утверждён решением Земского Собрания Нытвенского муниципального района от 22 марта 2007 года № 202 «Об утверждении положений о гербе и о флаге муниципального образование „Нытвенский муниципальный район“» и внесён в Государственный геральдический регистр Российской Федерации с присвоением регистрационного № 3448.

## Описание герба
В зеленом поле золотая волнистая перевязь, сопровожденная с одной стороны отвлеченной (оторванной) серебряной головой медведя, а с другой — лапчато-мальтийским крестом того же металла, несущим посредине горностаевый щиток.

## Символика
- зелёное поле герба символизирует то, что название реки «Нытва» в переводе с коми-пермяцкого языка означает «зелёная вода»;
- отвлечённая (оторванная) серебряная голова медведя и золотая перевязь взята с герба Строгановых и символизируют период вхождения нытвенских земель в состав вотчин баронов Строгановых;
- серебряный лапчато-мальтийский крест с горностаевым щитком посредине того же металла символизирует историю владения Нытвенского медеплавильного завода родом князей Голицыных;
- золотая волнистая перевязь символизирует также металлургическое производство на сегодняшнем Нытвенском металлургическом заводе, деятельность Уральского фанерного комбината, выпускающего шпон, а также указывает на сельскохозяйственное направление развития района («золотой поток зерна»);
- золото — символ высшей ценности, богатства, величия, постоянства, силы и великодушия;
- серебро — символ совершенства, мудрости, благородства, мира и взаимного сотрудничества;
- зелёный цвет, кроме гласного определения названия Нытвенского района, символизирует жизнь, изобилие, возрождение, показывает его лесные и сельскохозяйственные богатства.